# Tanyochraethes truquii
Tanyochraethes truquii là một loài bọ cánh cứng trong họ Cerambycidae.